# Veatchite
La veatchite è un minerale. Questo minerale è conosciuto nei due politipi veatchite-A e veatchite-p.